# Cazenave-Serres-et-Allens
Cazenave-Serres-et-Allens è un comune francese di 48 abitanti situato nel dipartimento dell'Ariège nella regione dell'Occitania.

## Società

### Evoluzione demografica
Abitanti censiti